# Belvedere di San Leucio
Il Belvedere di San Leucio è un complesso monumentale nel comune di Caserta, voluto da re di Napoli e Sicilia Carlo di Borbone. Insieme al Palazzo Reale di Caserta ed all'Acquedotto del Vanvitelli, è Patrimonio dell'umanità dell'UNESCO.

## Storia
L'utopia di Re Ferdinando di dar vita ad una comunità autonoma (chiamata appunto Ferdinandopoli) lascia a Caserta il Belvedere di San Leucio, i suoi appartamenti reali, il giardino all'italiana e l'annesso Museo della Seta, dove è possibile visitare i macchinari del Settecento col quale si tesseva la seta diventata famosa in tutto il mondo tanto da arrivare ad arredare la Casa Bianca, Buckingham Palace e il Palazzo del Quirinale.
Il re Carlo di Borbone, consigliato dal ministro Bernardo Tanucci, pensò di formare i giovani del luogo mandandoli in Francia ad apprendere l'arte della tessitura, per poi lavorare negli stabilimenti reali. Venne così costituita nel 1778, su progetto dell'architetto Francesco Collecini, una comunità nota come Real Colonia di San Leucio, basata su uno statuto apposito del 1789 che stabiliva leggi e regole valide solo per questa comunità. Alle maestranze locali si aggiunsero subito anche artigiani francesi, genovesi, piemontesi e messinesi, che si stabilirono a San Leucio richiamati dai benefici di cui usufruivano i lavoratori delle seterie. Ai lavoratori veniva infatti assegnata una casa all'interno della colonia; era inoltre prevista anche la formazione gratuita anche per i loro familiari. Il re istituì difatti la prima moderna scuola dell'obbligo d'Italia femminile e maschile, che includeva discipline professionali. Infine, le ore di lavoro erano 11, mentre nella maggior parte del resto d'Europa erano 14.
Le abitazioni furono progettate tenendo presenti tutte le regole urbanistiche dell'epoca, per far sì che durassero nel tempo e fin dall'inizio furono dotate di acqua corrente e servizi igienici. Le donne ricevevano una dote dal re per sposare un appartenente della colonia, anche se a disposizione di tutti vi era una cassa comune "di carità", dove ognuno versava una parte dei propri guadagni. Non c'era nessuna differenza tra gli individui qualunque fosse il lavoro svolto, l'uomo e la donna godevano di una totale parità in un sistema che faceva perno esclusivamente sulla meritocrazia. Era abolita la proprietà privata, garantita l'assistenza agli anziani e agli infermi, ed era esaltato il valore della fratellanza.
Si trattò di un esperimento sociale, nell'età dei lumi, di assoluta avanguardia nel mondo, un modello di giustizia e di equità sociale raro nelle nazioni del XVIII secolo e non più ripetuto così genuinamente nemmeno nelle successive rivoluzioni francese e marxista.

Complesso Monumentale di San Leucio

Il re Ferdinando IV di Napoli aveva molto a cuore la colonia e progettò di allargarla anche per le nuove esigenze industriali dovute all'introduzione della trattura della seta e della manifattura dei veli, quindi per costruirvi una nuova città da chiamare Ferdinandopoli concepita su una pianta completamente circolare con un sistema stradale radiale ed una piazza al centro per farne anche una sede reale, non vi riuscì ma nei quartieri annessi al Belvedere mise in atto un codice di leggi sociali particolarmente avanzate, ispirate all'insegnamento di Gaetano Filangieri e trasformate in leggi da Bernardo Tanucci. Ferdinando prediligeva San Leucio in modo particolare: vi organizzava battute di caccia e festeggiamenti condivisi con la popolazione della colonia.
Lo stesso Ferdinando IV firmò nel 1789 un'opera esemplare che conteneva i principi fondanti della nuova comunità di San Leucio: Origine della popolazione di S. Leucio e suoi progressi fino al giorno d'oggi colle leggi corrispondenti al buon governo di essa di Ferdinando IV Re delle Sicilie. Tale codice, voluto dalla consorte Maria Carolina d'Asburgo-Lorena, fu edito dalla Stamperia Reale del Regno di Napoli in 150 esemplari. Il testo, in cinque capitoli e ventidue paragrafi, rispecchia le aspirazioni del dispotismo illuminato dell'epoca ad interpretare gli ideali di uguaglianza sociale ed economica e pone grande attenzione al ruolo della donna.
Quando si incominciarono a costruire i nuovi edifici, il progetto si interruppe a causa della rivoluzione del 1799, poi della nascita della Repubblica Partenopea e della discesa di Napoleone Bonaparte in Italia. Tuttavia, durante il decennio francese di Gioacchino Murat, protrattosi dal 1808 al 1815, San Leucio ebbe comunque un ulteriore sviluppo industriale.
In seguito alla Restaurazione il progetto della neo-città venne accantonato, anche se si continuarono ad ampliare industrie ed edifici, tra cui il Palazzo del Belvedere. Il progetto utopico del re Ferdinando finì con l'unità d'Italia, quando il sito venne inglobato nel demanio statale perdendo il suo particolare statuto, ma tradizione e qualità nella produzione serica sono rimaste ancora oggi.